# Corona Serpiente
La Corona Serpiente es un objeto de poder místico ficticio que aparece en los cómics estadounidenses publicados por Marvel Comics. Existe dentro del universo compartido principal de Marvel. Fue creado por el escritor Roy Thomas y la artista Marie Severin en Sub-Marinero # 9 (enero de 1969).
La Corona Serpiente es, como su nombre lo indica, una corona que se asemeja a una espiral de siete cabezas de serpiente y está hecho de un material desconocido. El parecido es una referencia a la malévola serpiente exiliada de siete cabezas, el demonio / dios "Set" a quien la corona tiene un vínculo místico del cual extrae sus poderes.
Esos poderes confieren al portador del casco varias habilidades. Estas habilidades pueden incluir la fuerza sobrehumana, el poder de leer y controlar las mentes de los demás, el poder de levitar a uno mismo y otras personas u objetos, la capacidad de lanzar ilusiones, el poder de proyectar rayos destructivos de energía mística e incluso la capacidad mental para manipular materia y energía.
Sin embargo, el uso de la corona generalmente lleva al usuario a caer bajo la dominación mental de Set, quien luego hace que el usuario realice varias tareas que ayudarían a facilitar su retorno físico a la dimensión de la Tierra.

## Historia

### Historia temprana de la corona
Aunque la corona apareció por primera vez en 1969 en Sub-Marinero # 9 (que se desarrolla en la época contemporánea) varias historias posteriores se expandieron y desarrollaron su historia anterior en el Universo Marvel.
En la prehistoria de la Tierra del Universo Marvel, Set se exilió a sí mismo de la dimensión de la Tierra y usó su influencia para engendrar una raza de seres humanoides, reptiles conscientes que se hicieron conocidos como los Hombres Serpientes.
Los Hombres Serpientes son representados como una raza que adora devotamente a Set y están en constante conflicto con la raza humana. A medida que las sociedades humanas se desarrollaban, los Hombres Serpientes comenzaron a tambalearse y finalmente su raza disminuyó cuando el Rey Kull se convirtió en gobernante de Valusia y lanzó una campaña contra ellos.
Cinco siglos después de la época de Kull, sus números de disminución aún más lejos, un grupo de hombres serpiente aliarse con algunos humanos alquimistas Deviant dominadas por la pre-cataclísmica Lemuria para crear la Corona Serpiente, un dispositivo que les da acceso a algunos de la enorme poder místico de su conjunto "dios". Sin embargo, justo cuando los alquimistas y los Hombres Serpientes estaban a punto de explotar el poder de la Corona, ocurrió el Gran Cataclismo. Este evento fue un desastre natural mundial que provocó el hundimiento tanto de la Atlántida como de Lemuria y lleva a la muerte de la mayoría de los Hombres Serpientes supervivientes y la pérdida de la Corona de la Serpiente durante siglos.
Se ha demostrado que un objeto místico con muchas similitudes con la Corona Serpiente, la "Corona de Cobra", existió durante la Era de Hiboria que siguió al Gran Cataclismo. Un seguidor de Set llamado Thoth-Amon se alía con algunos Hombres Serpientes supervivientes y esgrime brevemente esta segunda Corona. Otro receptáculo de la gran potencia de Set, la Cobra Crown también permite a su usuario controlar las mentes de los demás. Sin embargo, parece que fue muy inferior a la Corona de la Serpiente, ya que sus habilidades finalmente se agotan y aparentemente es destruida durante el curso de un conflicto entre Thoth-Amon y Conan el Bárbaro.

### La corona en Lemuria hundida
Muchos siglos después, la ciudad sumergida de Lemuria se convierte en el hogar de una raza de humanoides que respiran el agua llamados Homo mermanus. Estos nuevos "Lemurianos" (a diferencia del "Atlante" Homo mermanus que se estableció en la Atlántida hundida) finalmente descubren la Corona de la Serpiente en las ruinas de la ciudad. El emperador de los Lemurianos, Naga, se pone la corona y rápidamente cayó bajo la influencia de Set.
La apariencia física de Naga cambia de la exposición a la corona, sus rasgos faciales se asemejan a los de una serpiente y su piel se vuelve verde escamosa (del azul común de otros Homo mermanus). Convierte a los lemurianos en adoradores de Set y usa su poder para obtener la inmortalidad, gobernando sobre su pueblo durante siglos. Mediante el uso prolongado de la corona, el color de la piel y la complexión de la población de Lemuria también se vuelven verdes y escamosos a lo largo del tiempo.
El uso de Naga de la corona llegó a su fin cuando un rebelde llamado Piscatos se lo robó mientras dormía. Piscatos y sus aliados luego huyeron con él a la Antártida, donde desarrollan su propia civilización, ahora conocida como los "Antiguos". Esta civilización continúa desarrollando poderes telepáticos y, aunque usan la Corona para diversos propósitos, logran escapar en gran medida del dominio de Set al encerrar el casco en una sustancia desconocida que por un tiempo impide que Set controle a quienes lo rodean.
Sin embargo, la influencia maligna de Set finalmente se manifestó, con Piscatos finalmente convirtiéndose en un seguidor del dios de la serpiente, lo que lo llevó a (involuntariamente) causar un deslizamiento de tierra que terminó con la civilización del Antiguo. La Corona de la Serpiente aparentemente permaneció enterrada debajo del hielo antártico hasta el siglo XX.

### "El casco del poder"
En 1920, una expedición antártica, dirigida por el capitán Leonard McKenzie del rompehielos Oracle, descubre algunos restos de la civilización de los antiguos. Uno de los miembros de la expedición, Paul Destine, descubre la Corona de la Serpiente (que todavía está disfrazada por su envoltura en una sustancia protectora). Llamándolo el "Casco del Poder", Destine se pone la corona en la cabeza e inmediatamente recibe un gran aumento de sus poderes psiónicos latentes y se transforma físicamente en un hombre más fuerte y más grande que antes. Destine, que se cree perdido por la expedición que se fue sin él, luego usa algunos de los equipos de los Antiguos para colocarse en animación suspendida. Destine emergió de este estado décadas más tarde, sus poderes aumentaron aún más durante su período en estasis.
La corona aparece en su forma original, usada por Lilia Calderu, reina de los gitanos, durante el período de tiempo en que Destine está en animación suspendida.
La corona aparece a continuación en forma de disfraz como el "Casco del poder". Llamándose a sí mismo "Destino", Paul Destine busca apoderarse del mundo y entra en conflicto con el hijo del Capitán Mackenzie, Namor el Submarinero. Destino continúa recurriendo al poder de la Corona a lo largo de la historia, aunque nunca se ha demostrado que caiga bajo la influencia manifiesta de Set, quizás debido al revestimiento protector bajo el cual los Antiguos habían colocado la Corona siglos antes y (más probablemente) el hecho que el concepto de la Corona aún no había sido completamente desarrollado por los creadores.

### Primera aparición real: el "resurgimiento" de la Corona Serpiente
Después de que Destino es derrotado, Namor lleva el "Casco de Poder" a Atlantis. El poder de la Corona logra superar la cubierta protectora del Antiguo, revelando su verdadera forma y permitiendo a Set una vez más transmitir su influencia a través de él. Esta historia es la primera aparición verdadera y revelada de la Corona, aunque había aparecido previamente disfrazada y algunas apariciones posteriores se establecen cronológicamente antes de esta.
Inicialmente, la Corona se hace cargo de la mente de la consorte de Namor, Lady Dorma, y gracias a ella, toda la población de la Atlántida cayó bajo su control. Namor luego se pone el casco y, mediante la fuerza de su voluntad, subvierte la influencia de Set, liberando así a su pueblo.
La Corona es robada y devuelta por agentes lemurianos a la posesión de Naga, quien se revela que se ha mantenido inmortal a pesar de su pérdida de la Corona siglos antes. Namor intenta reclamar la Corona y tanto Naga como la corona son arrojados a un abismo submarino y se cree muerto y destruido.

### El superhéroe de la saga Corona Serpiente
La Corona regresa, habiendo sido recuperada por el rebelde Señor de la Guerra Atlante, Krang, quien se la entregó al sobrehumano criminal, Viper. Viper, en este punto líder del Escuadrón Serpiente original, luego secuestra al presidente de Roxxon, Hugh Jones, y le pone la Corona en la cabeza. Jones cae inmediatamente bajo el control mental de Set. Al final de la trama, la policía y el Capitán América interrumpen el plan del Escuadrón y la Corona se pierde temporalmente en una alcantarilla subterránea.
Se muestra que en el universo alternativo donde reside el escuadrón de superhéroes; Escuadrón Supremo, la versión de Corona Serpiente de ese universo ha logrado controlar las mentes de muchos de los líderes de las corporaciones más grandes de Estados Unidos e incluso de ese presidente suplente de Estados Unidos, Nelson Rockefeller.
Los Vengadores de la corriente principal de la Tierra del Universo Marvel viajan a la Tierra del Escuadrón Supremo y liberan a muchas de las personas de ese planeta del dominio de la Corona, durante el cual ellos mismos cayeron brevemente bajo su influencia. Los Vengadores luego llevaron la Corona de la Serpiente de ese mundo alternativo con ellos a su propia Tierra, y finalmente la perdieron cuando fue arrojada al Océano Pacífico después de una batalla con el Láser Viviente.
El heredero original de la Corona a esa Tierra es encontrado por Hugh Jones, quien todavía está bajo el control de Set. Jones también logra localizar y recuperar el segundo universo alternativo Corona de Serpiente, que fusiona místicamente con la Corona original para crear una nueva Corona de Serpiente, idéntica en apariencia a las otras, aunque ahora posee el poder combinado de las dos Coronas originales.
Utilizando este poder, Jones toma el control de las mentes de toda la población de Washington D. C., incluida la mayor parte del gobierno federal de los Estados Unidos. Jones entra en conflicto con un grupo de superhéroes como la Mole y Bruja Escarlata. La Bruja Escarlata entra en una batalla en el Plano Astral, lo que permite que la Mole le quite la Corona de la cabeza a Jones, cortando su enlace con Set. La Corona es llevada a la instalación de investigación energética del gobierno de los Estados Unidos, Proyecto: PEGASO, para su custodia.
La Corona comenzó a ejercer la influencia de Set de nuevo en Project: PEGASO, controlando la mente del personal en el complejo y, finalmente, abrumando las voluntades de todos los que trabajan allí. Estos trabajadores luego se dispusieron a transportar otras Coronas Serpientes de dimensiones alternativas al Proyecto, finalmente acumulando 777 coronas que luego se fusionaron para crear una Corona gigante, que se utilizará para facilitar el regreso de Set a la Tierra.
Sin embargo, antes de que esto suceda, varios superhéroes, entre ellos el Doctor Strange, Spider-Man, la Mole y la Bruja Escarlata, intervienen para desbaratar los planes de Set. Los superhéroes usan el Cubo Cósmico para destruir la Corona masiva y reducirla a polvo metálico, y Extraño lanza un hechizo que exorciza a Set de la dimensión de la Tierra para siempre. Sin embargo, con la pérdida temporal de muchos de los talismanes mágicos de Strange, el hechizo que mantenía la influencia de Set de la Tierra se vio muy debilitado.
El Deviant cura a Ghaur, discípulo de Set, y su aliada, la Lemúrica Llyra, intentan diseñar su regreso una vez más mediante el uso de otra corona serpiente gigante. Este, sin embargo, estaba compuesto de elementos que lo hacían indestructible. Él es brevemente exitoso en devolver a Set a la dimensión de la Tierra, ya que el espíritu del dios exiliado anima a la Corona por un corto tiempo, antes de ser derrotado por Thor, Quasar, Mole y el Doctor Strange. La propia Corona fue empujada a una grieta subterránea.
Más tarde, Ian McNee recupera la corona de Nagala. Steve Rogers envía a Nova a Marte para investigar la detención de las operaciones mineras de la Compañía de Energía Roxxon. Mientras huye de atacantes desconocidos, vuela a una ladera artificial, donde descubre, en lo alto de una escalera antigua, un artefacto similar a la Corona de la Serpiente, conocida como la "Corona de Espina". A pesar de las advertencias de Worldmind, Nova se pone la corona. Más tarde fue removido por Steve Rogers y se lo llevó su tutor, el Arconte.

### Invasores y el mar Omega
En sus momentos más maníacos, Namor el Submarinero declararía una vez más una guerra abierta / encubierta en el mundo de la superficie bajo la persuasión de una alucinación bajo la apariencia de un veterano de guerra caído y un amigo cercano; Thomas Merchan.
Hace algunos años, Charles Xavier se pondría en contacto con la tierra que estableció el Sr. McKenzie mientras vivía con la familia de otro mocoso del ejército, Randall Peterson, quien intentaría aliviar la inestabilidad mental de su compañero de viaje utilizando el recuerdo de un amigo caído para consolar su manía, esto en cambio había catalizado sus tendencias bipolares y afectaría sus episodios más rabiosos en los años venideros. A lo largo de las décadas, esta entidad culpable intentaría reemplazar a su anfitrión para promulgar un plano final que convertiría a todos los Habitantes de la Superficie en Atlantes. Pero nunca pudo ejercer un control total sobre su anfitrión mental, con ese fin llevaría a cabo procedimientos detrás de escena dando órdenes privadas a las tropas del Rey Atlante a espaldas de su señor; una de esas órdenes es la adquisición de la Corona de la Serpiente. Hablar como si protegiera la mente dañada de Namor mientras ocultaba su propósito a su rey.
Después de otra incursión sangrienta en las propiedades mineras de Roxxon, Namor se siente cada vez más frustrado con el doble respaldo de Marchen a sus órdenes. La aparición revela sus verdaderas intenciones después de su barrio compartido; Roman Peterson se reunió con ellos en privado justo cuando la alucinación se había convertido en una conciencia separada. Usando el poder de la antigüedad para transferirse al cuerpo de su acólito, mientras toma la Corona de la Serpiente para sus propios fines.
Marchen, ahora dentro del cuerpo de Roman, usaría la corona como un medio para ordenar a la Guardia Atlante que siguiera sus órdenes en lugar de esperar la señal de su rey.
La amalgama Marchen / Roman usaría la corona en su máximo efecto mientras los Invasores sitiaban el dispositivo artesanal de Atlantis conocido como la Lanza; un dispositivo de transmisión de materia que extrae agua de un mundo totalmente acuático a la Tierra en forma de fuertes lluvias que amenazan con ahogar al mundo. Finalmente, es derrotado por las fuerzas combinadas de los primeros héroes de la Tierra y Namor confisca más tarde la corona después de que se hayan resuelto todos los combates.

## En otros medios

### Televisión
- La Corona Serpiente aparece en la segunda temporada de Avengers Assemble, episodio "Bajo la Superficie". En este espectáculo, se muestra que la Corona Serpiente controla a la bestia atlante Giganto. Sobre una de sus atlantes haciéndose pasar por una pasajera que reclamaba la maleta de Hawkeye y Black Widow (que se presentaban como agentes de Hydra en un crucero como parte de su misión de espionaje), la asesora principal de Attuma, Lady Zartra planea usar la Corona Serpiente para liberar a su grupo de la tiranía de Attuma. Después de un malentendido entre los Vengadores y el grupo de Lady Zartra, Attuma llega con sus soldados y usa una anguila para arrebatar la Corona Serpiente. Al usar la Corona Serpiente, Attuma libera a Giganto en ambos grupos. Usando una flecha sonora especial, Hawkeye pudo desactivar el control de la Corona Serpiente sobre Giganto. Cuando Attuma es derrotado y Giganto es liberado, la Corona Serpiente es arrojada a una trinchera profunda. De vuelta a la Torre de los Vengadores, Hawkeye le reveló a Iron Man que logró recuperar la Corona Serpiente para que los Vengadores la puedan mantener a salvo.